# 7A公寓
《7A公寓》（英語：Apartment 7A）是一部2024年美国心理恐怖片，由娜塔莉·埃里卡·詹姆斯执导，她与克里斯蒂安·怀特和斯凯拉·詹姆斯共同编写剧本。 本片是《魔鬼怪嬰》（1968年）的前传。 朱莉娅·加纳、黛安·韦斯特、吉姆·史特格斯和凱文·麥克納利主演。
《7A公寓》于2024年9月20日在奇幻电影节首映，并于9月27日在Paramount+和數位隨選視訊上同时上映。

## 劇情
纽约舞蹈家特里·吉奥诺弗里奥在百老汇演出期间脚踝严重受伤。 她被大家叫做“那个摔倒的女孩”，而且在舞蹈角色试镜中屡次失败。 她跟随百老汇制作人艾伦·马尔尚回到了布拉姆福德公寓大楼，并因服用止痛药而生病。 她与布拉姆福德的老年居民米妮·卡斯特维特和罗曼·卡斯特维特成为了朋友，他们为她提供了一套免费公寓。 拆开包裹时，她发现了一双标有琼·塞布尔斯基字样的芭蕾舞鞋。
卡斯特维特夫妇邀请她到艾伦的公寓喝鸡尾酒，但她去了以后发现卡斯特维特夫妇已经退席了，她是唯一的客人。 她喝了一杯酒，就变得迷失方向了。 做了一个可怕的梦之后，她在马尔尚的公寓里醒来。 他暗示他们发生了性关系，并说她加入了他节目的伴舞团。
另一位邻居莉莉·加德尼亚给特里涂了脚踝药膏，特里又做了一个可怕的梦，但第二天早上她的脚踝明显好多了。 卡斯特维特一家在圣诞节送给她一条护身符项链。
她拜访了产科医生邻居萨皮尔斯坦，发现自己怀孕了。 卡斯特维特夫妇说服特里把孩子交给他们，这样她就可以专注于自己的事业。 在对手脚踝扭伤后，特里被选为主角。
莉莉在夜里袭击了特里，说她“必须结束这一切”，然后心脏病发作。 第二天，卡斯特维特夫妇告诉她莉莉处于昏迷状态。
特里发现了一条通往莉莉公寓的秘密通道，并找到了一本魔法书，里面有莉莉的护身符的图像和一个被锁链锁住的女人生下恶魔的图像。 她偷走了这本书。
由于感到疼痛，特里打电话给了萨皮尔斯坦医生。 他告诉她收拾行李过来，因为她可能正在经历围产期歇斯底里症，为了保护她自己和婴儿，应该住院。
特里逃走了，留下了护身符。 她在一张旧剧目单上找到了琼·塞布尔斯基的名字，于是去了剧院；经理说琼六个月前就离开了，当时答应第二天来取回她的东西。 在琼的手提箱里，特里发现了一串念珠和一本圣经，上面启示录第12章第9节用笔在下面划了线。 一名修女透露，琼曾遭受过“不虔诚的事物”的迫害，在被追赶时，她撞上了迎面驶来的公共汽车并因此丧生。
在一家后巷堕胎店里，特里不由自主地踢了手术者一脚，导致后者癫痫发作。 特里说她必须独自处理怀孕问题。
在布拉姆福德，特里在一个地下室里发现了一座有仪式工具的寺庙。 艾伦嘲笑她，说她就是在这里怀孕的。 她用一把匕首刺伤了他。 一个有角的身影出现了。 她逃回公寓，试图用刀刺穿自己的肚子，但却倒在地上，痛苦地扭动着。 罗曼告诉特里，她的儿子将成为撒旦的继承人并改变世界。 他和米妮带她去了一个团体，那里的人们热情地欢迎她。 米妮将护身符重新挂在特里的脖子上，罗曼宣布上帝已死，1965年为元年。 他举起一杯酒向撒旦致敬，特里也加入其中。 她慢慢跳舞来到窗前，然后跳窗自杀。
当米妮和罗曼赶到死亡现场时，他们看到罗斯玛丽和盖伊·伍德豪斯正在接受警方的讯问，也就是1968年原作故事的开头。